# Module d'accouplement pressurisé

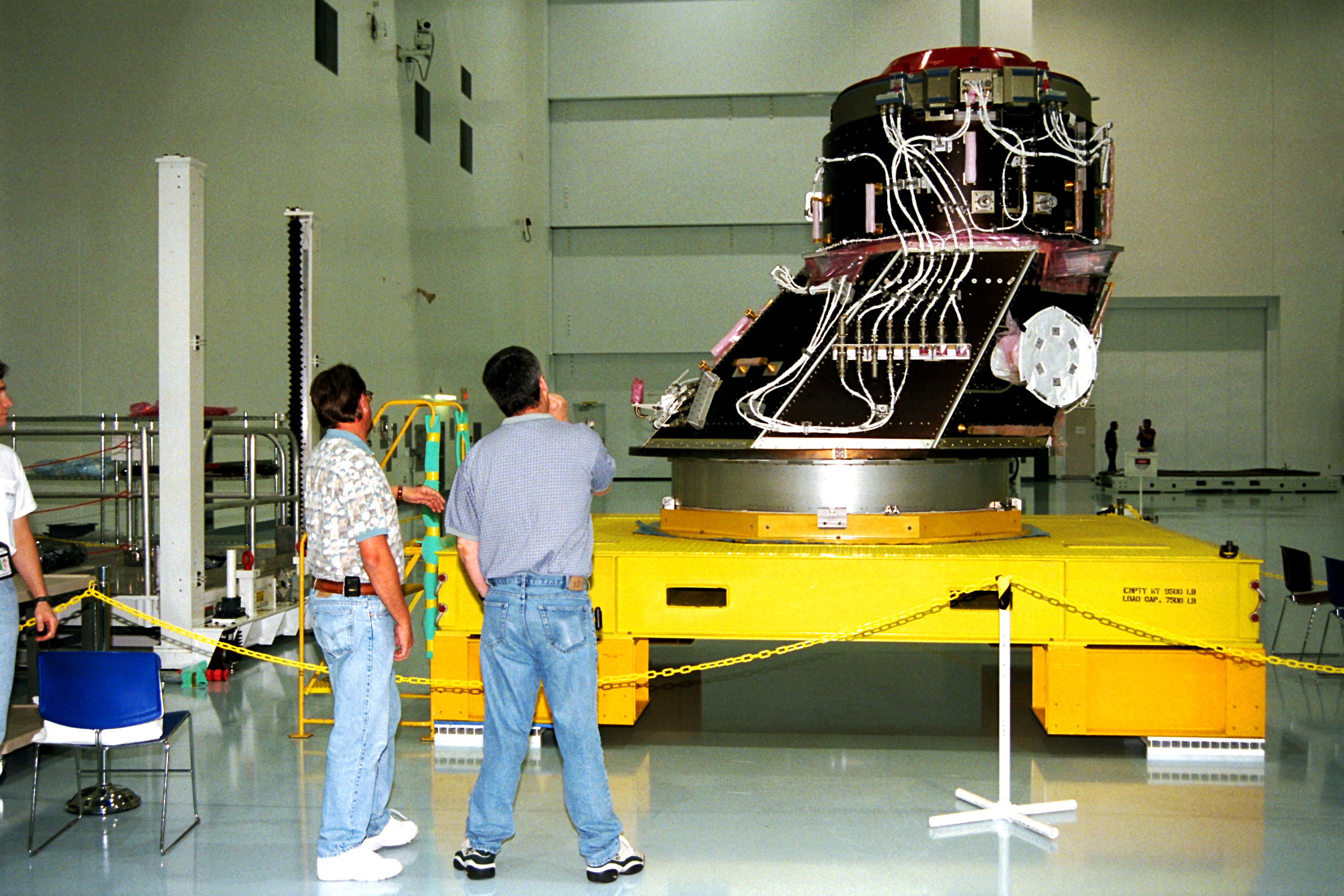
Le PMA-3 arrive dans les locaux de la NASA

Le module d'accouplement pressurisé (en anglais : Pressurized Mating Adapter ou PMA) est un élément de la Station spatiale internationale qui permet la jonction de modules de la station et de vaisseaux spatiaux utilisant des mécanismes d'amarrage distincts. Trois PMA sont utilisés dans la station spatiale. L'un d'entre eux assure la jonction entre la partie russe de la station et le reste de la station. Les deux autres étaient utilisés pour amarrer la navette spatiale à la station.

## Utilisation
Chaque PMA est utilisé de manière légèrement différente mais tous les trois assurent la même fonction de base consistant à faire la jonction entre un port d'amarrage de la station spatiale de type Common Berthing Mechanism (CBM) et un port d'amarrage utilisant le système d'amarrage périphérique androgyne (APAS) installé soit sur un module soit sur la navette spatiale.
Les PMA utilisent un port d'amarrage passif de type CBM et un port APAS également passif. Le module est pressurisé et chauffé et permet de faire transiter grâce à des liaisons  installées à l'extérieur de l'énergie électrique et des lignes de télécommunications.

### PMA-1
Le PMA-1 est un des premiers composants de la station spatiale internationale à avoir été installé. Il assure la jonction entre la partie russe de la station et le reste de la station. Il a été mis en place par l'équipage de la mission STS-88 qui en utilisant le bras Canadarm a attaché l'extrémité du module russe Zarya à PMA-1 qui était lui-même déjà amarré au port arrière du module Unity.

### PMA-2

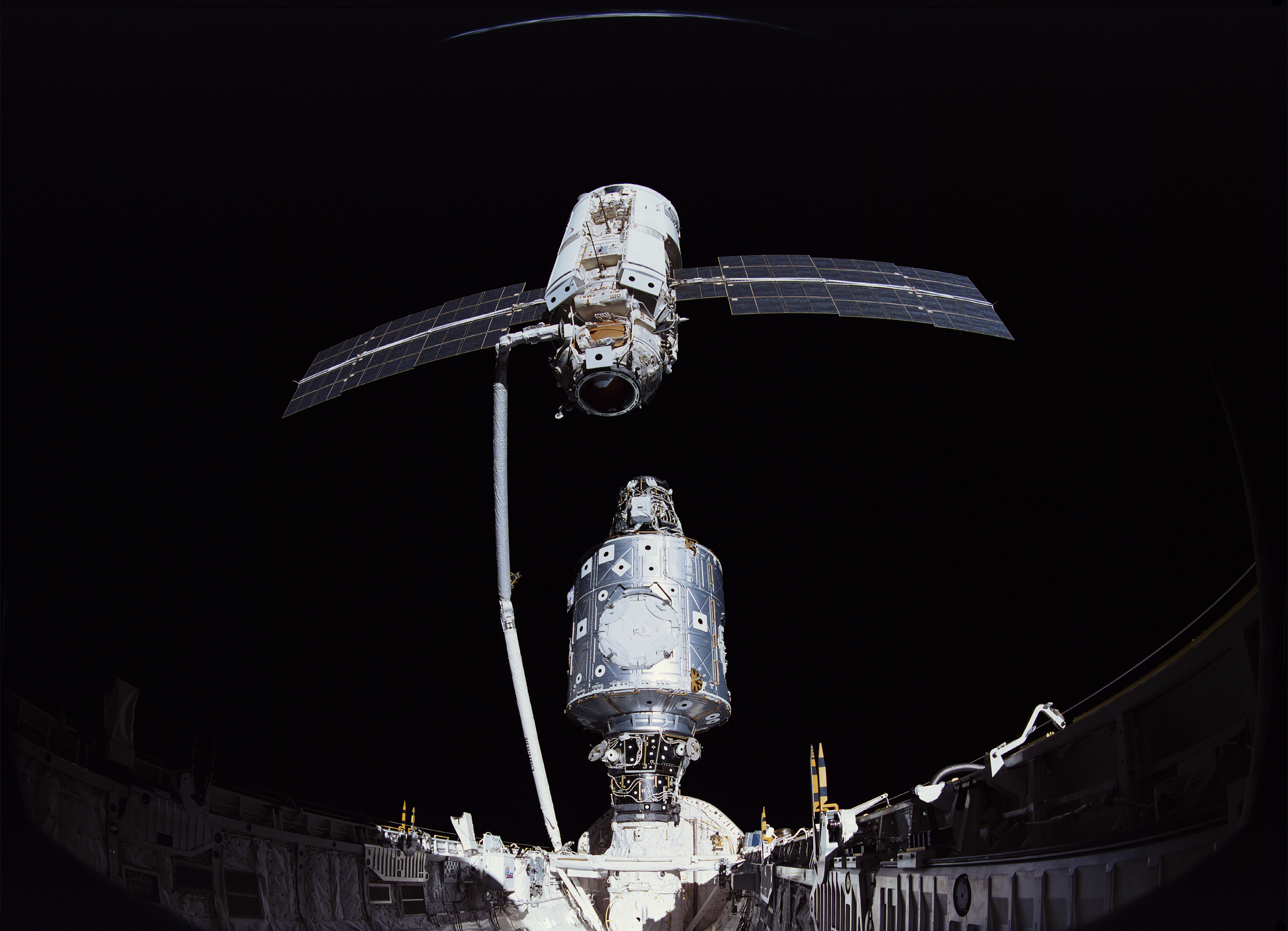
Unity qui est amarré à la navette par le PMA-2 est en train d'être amarré à Zarya via PMA-1

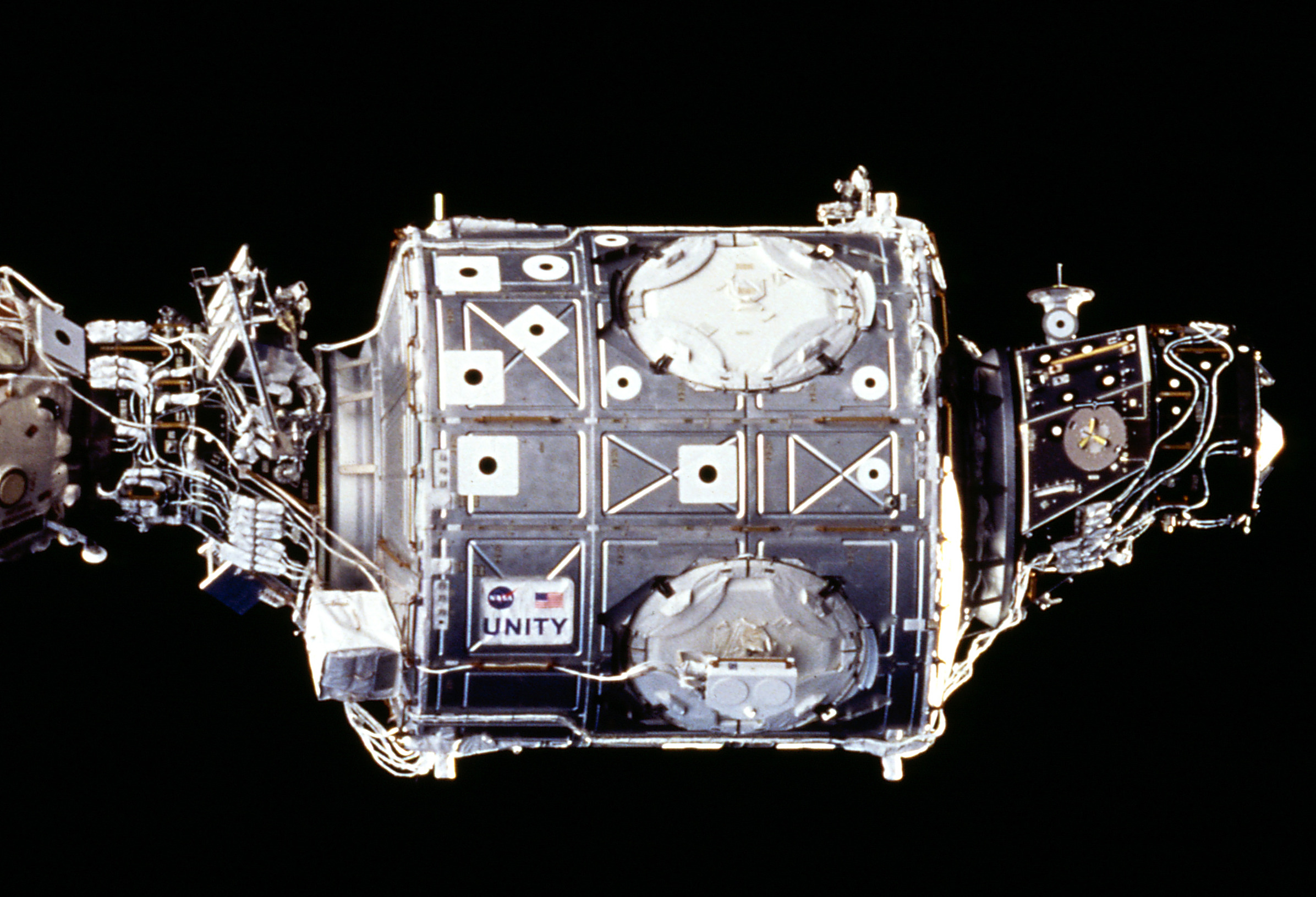
PMA-1 et PMA-2 amarrés de part et d'autre du module Unity

PMA-2 est monté sur le port d'amarrage avant du module Harmony et était utilisé par la navette spatiale américaine lorsqu'elle s'accouplait à la station. C'est le seul PMA qui permet le transfert d'énergie électrique de la station vers la navette permettant à celle-ci d'effectuer des séjours plus longs
Lorsqu'une navette spatiale accoste, elle a une vitesse relative par rapport à la station d'environ 3 cm par seconde. Lorsqu'elle vient au contact du PMA, 2 verrous s'enclenchent. Une fois que les mouvements relatifs de la navette et de la station ont cessé, un astronaute à bord de la navette déclenche la rétractation de l'anneau d'amarrage ce qui permet aux autres verrous d'achever de solidariser la navette à la station.

### PMA-3
En octobre 2000 la mission  STS-92 a amené à la station spatiale le PMA-3 monté sur une palette Spacelab.
Initialement, le PMA-3 était installé sur l'écoutille de Unity située au nadir (face à la Terre, vers le bas). Un mois et demi plus tard, lorsque la mission STS-97 a apporté le segment P6 de la poutre la navette s'est amarré au PMA-3. 
Son emplacement de 2010 à 2017 est l'écoutille située au nadir du module Tranquility. Elle est déplacée début 2017 au port Zénith du module Harmony afin d'être équipé de l'IDA et accueillir les nouveaux vaisseaux américains Dragon v2 et Starliner.

## Construction
Les trois modules PMA ont été construits par Boeing. Ce constructeur avait fabriqué par le passé un adaptateur similaire qui permettait à la navette spatiale américaine de s'amarrer à la station spatiale Mir.

## Source
- (en) Cet article est partiellement ou en totalité issu de l’article de Wikipédia en anglais intitulé « Pressurized mating adapter » (voir la liste des auteurs).